# Żuraw białogłowy
Żuraw białogłowy (Grus monacha) – gatunek dużego ptaka z rodziny żurawi (Gruidae). Występuje we wschodniej Azji. Narażony na wyginięcie. Nie wyróżnia się podgatunków.

## Morfologia
Długość ciała wynosi około 100 cm, rozpiętość skrzydeł 160–180 cm. Masa ciała samców waha się między 3280–4870 g, zaś samic 3400–3740 g. Tęczówka pomarańczowa do czerwonej. Głowa i szyja do połowy białe. Czoło czarne, zaś na wierzchu głowy z przodu czerwona czapeczka z nagiej skóry. Dziób żółty. Pozostałe części ciała szare, lotki nieco ciemniejsze.

## Zasięg występowania
Gatunek wędrowny. Miejsca lęgowe mieszczą się w południowo-wschodniej Rosji oraz północnych Chinach (w prowincji Heilongjiang). Zimuje przeważnie w południowej Japonii (około 80% populacji wybiera właśnie Japonię na zimowiska), poza tym w Korei Południowej i wschodnio-środkowych Chinach. W okresie lęgowym spotykany na wyizolowanych bagnach oraz terenach podmokłych na dużych wysokościach; osobniki niegniazdujące przebywają w otwartych terenach trawiastych. Zimuje na wybrzeżach rzek i płytkich jezior, trawiastych bagnach, polach ryżowych i innych terenach rolniczych.

## Behawior
Na terenach lęgowych żywi się roślinami wodnymi, jagodami, owadami, żabami i salamandrami. W zimie zjada kłącza, nasiona i zboża oraz ryż. Zawołanie wysokie i głośne.

## Lęgi
Składanie jaj przypada na późny kwiecień lub wczesny maj. Gniazdo zbudowane jest z wilgotnego mchu, torfu, łodyg turzyc oraz patyków brzozowych lub modrzewiowych. W zniesieniu zwykle dwa jaja. Inkubacja trwa 27–30 dni. Młode w pełni opierzone po około 75 dniach. Dojrzałość płciową żurawie białogłowe uzyskują w wieku 3–4 lat.

## Status zagrożenia
IUCN uznaje żurawia białogłowego za gatunek narażony na wyginięcie (VU, Vulnerable) nieprzerwanie od 2000 roku (stan w 2025). Globalny trend liczebności uznawany jest za spadkowy, choć trendy liczebności niektórych populacji nie są znane. Głównym zagrożeniem dla tych ptaków jest utrata siedlisk związana z osuszaniem mokradeł celem uzyskania miejsca pod uprawy oraz budową tam (w tym Tamy Trzech Przełomów). W dwóch miejscach w Chinach pola ryżowe zamieniono na uprawy bawełny, co również przyczyniło się do spadku populacji. Na jednym z zimowisk w Japonii wskutek dokarmiania żurawi białogłowych tworzą się ich nienaturalnie duże skupiska, co powoduje ryzyko gwałtownego spadku populacji, np. gdy wystąpi epidemia. W Chinach ptakom grozi również zanieczyszczenie wód, rozprzestrzenianie się gatunku inwazyjnego trawy Spartina alterniflora, zatrucie pestycydami, niepokojenie przez ludzi i nadmierny połów ryb.